# Elecciones generales de Honduras de 1869
Las elecciones generales de Honduras de 1869, se realizaron en la ciudad capital de Comayagua el 19 de agosto de 1869.

## Antecedente
El presidente José María Medina al aproximarse el final de su mandato, y a sabiendas de que la nueva Constitución vigente de 1865, que él mismo había rubricado, impedía, en el Artículo 33, la reelección inmediata, planeo la argucia siguiente: Instó a las municipalidades para que elevaran una solicitud al Poder Ejecutivo y así reformar dicho artículo. En tal virtud, instaló un Congreso extraordinario en la ciudad capital de Comayagua convocando a una Asamblea Constituyente El 8 de agosto de 1869, se reunió la Asamblea antes mencionada y emitió el Decreto un 13 del mismo mes, donde se reformaba el artículo 33 -en cuestión- y declaraba que, en virtud de que la opinión popular estaba expresada en las Actas Municipales, se proclamaba presidente a José María Medina, para un nuevo periodo del 1 de febrero de 1870 al 31 de enero de 1874, sin necesidad de elecciones.

## Descontento popular y elecciones
Medina vio como el descontento popular crecía debido a las protestas de la oposición, por lo que no tuvo más remedio que convocar a elecciones y Medina y su gabinete de gobierno disolvieron lo realizado, después de once días de trabajo, se convocó a elecciones que naturalmente el presidente ganó con 10,649 votos contra 542 votos disidentes
José María Medina, el 5 de septiembre de 1869 se separó del gobierno, por sexta vez, dejándolo en manos del designado presidencial doctor Francisco Cruz Castro, quien ejerció la presidencia hasta el 14 de enero de 1870.